# 林敏怡
林敏怡（英語：Violet Lam Man Yee，1950年9月10日—），曾改名為林倩而，是香港的流行音樂作曲家及唱片監製，其弟為著名填詞人林敏驄。

## 簡歷
林敏怡畢業於聖公會幼稚園（1956年，與傳媒人吳雨及前香港醫學會會長何仲平為同屆同學）、聖保羅男女中學附屬小學（1962年小六）以及聖保羅男女中學（1967年中五）和香港大學心理學系，之後留學義大利和德國，1979年為電影《瘋劫》配樂而加入娛樂圈。
2005年9月林敏怡開始在雜誌上發表文章。近年多次在康樂及文化事務署主辦的音樂講座中作主講，題目包括古典音樂、爵士樂、流行音樂、電影音樂、現代音樂等多種。
2005年，林敏怡改名為林倩而，成為「銅人療法治療師」。
2007年，林倩而復名為林敏怡，與夏韶聲及倫永亮攜手製作《梅情禪韻》專輯。同年12月香港大學社會科學學院成立40周年，她獲選為40位傑出校友「社科人」之一。
2009年，林敏怡於香港國際自然療法學院修讀自然療法醫師資格。

## 獎項及提名
| 年份   | 頒獎典禮               | 獎項                   | 影片／作品     | 角色／作品 | 結果 |
| ------ | ---------------------- | ---------------------- | -------------- | ---------- | ---- |
| 1982年 | 第19屆金馬獎           | 最佳電影插曲           | 《彩雲曲》     |            | 提名 |
| 1983年 | 第2屆香港電影金像獎    | 最佳主題曲             | 《彩雲曲》     | 彩雲曲     | 提名 |
| 1983年 | 第2屆香港電影金像獎    | 最佳音樂               | 《烈火青春》   |            | 提名 |
| 1983年 | 第20屆金馬獎           | 最佳電影插曲           | 《盟》         |            | 提名 |
| 1983年 | 第20屆金馬獎           | 最佳原作電影音樂       | 《男與女》     |            | 提名 |
| 1984年 | 第3屆香港電影金像獎    | 最佳音樂               | 《男與女》     |            | 提名 |
| 1984年 | 第3屆香港電影金像獎    | 最佳音樂               | 《半邊人》     |            | 提名 |
| 1985年 | 第4屆香港電影金像獎    | 最佳音樂               | 《傾城之戀》   |            | 獲獎 |
| 1985年 | 第4屆香港電影金像獎    | 最佳歌曲               | 《陰陽錯》     | 幻影       | 提名 |
| 1985年 | 第22屆金馬獎           | 最佳電影插曲           | 《龍的心》     | 誰可相依   | 提名 |
| 1986年 | 第八屆十大中文金曲     | 最佳中文（流行）歌曲獎 | 《龍的心》     | 誰可相依   | 獲獎 |
| 1986年 | 第5屆香港電影金像獎    | 最佳電影歌曲           | 《龍的心》     | 誰可相依   | 獲獎 |
| 1986年 | 第5屆香港電影金像獎    | 最佳音樂               | 《龍的心》     |            | 提名 |
| 1987年 | 第6屆香港電影金像獎    | 最佳音樂               | 《地下情》     |            | 提名 |
| 1987年 | 第6屆香港電影金像獎    | 最佳電影歌曲           | 《地下情》     | 地下情     | 提名 |
| 1987年 | 第6屆香港電影金像獎    | 最佳電影歌曲           | 《玫瑰的故事》 | 最後的玫瑰 | 提名 |
| 1987年 | 第6屆香港電影金像獎    | 最佳電影歌曲           | 《富貴列車》   | 車站       | 提名 |
| 1988年 | 第25屆金馬獎           | 最佳原著音樂           | 《傾城之戀》   |            | 提名 |
| 1988年 | 第25屆金馬獎           | 最佳電影歌曲           | 《傾城之戀》   |            | 提名 |
| 1990年 | 1989年度香港藝術家年獎 | 作曲家獎               |                |            | 獲獎 |

## 作品

### 1981年
|                               |  |
| - 泰迪羅賓 - 這是愛（曲、编） |  |

### 1982年
|                                                                         |  |
| - 關正傑 - 漁父（曲） - 雷安娜 - 彩雲曲（曲） - 叶丽仪 - 难兄难弟（曲） |  |

### 1983年
|                                                                                         |  |
| - 張國榮 - 流浪（曲、編） - 張國榮 - 燕子的故事（曲、編） - 汪明荃 - 傾城之戀（曲、编） |  |

### 1984年
|                                                                             |                                                                                           |
| - 譚詠麟 - 幻影（曲、編） - 關正傑 - 靜（曲、編） - 關正傑 - 故夢（曲、編） | - 張國榮 - 這刻相見後（曲、編） - 蔣麗萍 - 我為你狂（曲、編） - 徐小鳳 - 愛的歌（曲、編） |

### 1985年
| | |
| - 譚詠麟 - 情（是永願著迷）（曲、编） - 譚詠麟 - 吻別（曲、编） - 張國榮 - 心中情（曲、編） - 張學友 - 懷抱的你（曲、编） - 張學友 - 溫柔（曲、编） - 蘇芮 - 誰可相依（曲、编） - 陳慧嫻 - 花店（曲、编） - 夏韶聲 - 空凳（曲、编） - 鄺美雲 - 秋色（曲、編） - 鄺美雲 - 別挽留我（曲、編） - 陳百強 - 永恆的愛（曲、编） | - 陳百強 - 傷心人（曲、编） - 劉德華 - 愛的終秒（曲、編） - 葉蒨文 - 迷惑（曲、編） - 葉蒨文 - 誰負我痴情（曲、編） - 葉蒨文 - 只想擁有你（曲、編） - 葉蒨文 - 變幻裏前行（曲、編） - 葉蒨文 - 200度（客串和音） - 鍾鎮濤 - 夢裡嫣紅（曲、編） - 鍾鎮濤 - 在燈光裡哭泣（曲、編） - 蔣麗萍 - 淌血的心（曲、編） - 雷安娜・蔣麗萍 - 愛的熱淚（曲、編） |

### 1986年
| | |
| - 譚詠麟 - 最佳福星（曲、编） - 群星- 和平之歌（曲、編） - 張學友 - 愛戀的星火（曲、编） - 張學友 - 苗（曲、编） - 張學友 - 相愛（曲、编） - 張學友 - 溫馨（編） - 張學友 - 飛機師的風衣（曲、编） - 陳慧嫻 - 夏日（曲） - 夏韶聲、蘇芮 - 車站（曲） | - 徐小鳳 - 城市足印（曲、編） - 葉蒨文 - 以前（曲、編） - 葉蒨文 - 寒煙翠（曲、編） - 翁倩玉 - 阿信的故事（曲、編） - 甄妮 - 最後的玫瑰（曲、編） - 甄妮 - 路（曲、編） - 鄺美雲 - 朝花（曲、編） - 蔣麗萍 - 午夜過後之舞（曲、編） |

### 1987年
| | |
| - 劉美君 - 隔（編） - 林子祥 - 海誓山盟（曲、編） - 鍾鎮濤 - 為你醉心（曲、編） - 鍾鎮濤 - 誠懇（曲） - 張學友 - 晴天、雨天、孩子天（曲、編） - 張學友 - 在我心深處（編）（國） - 張學友 - 繫情（曲、編）（國） - 張學友 - 等你（曲、編） - 林憶蓮 - 情愛火花（曲、編） | - 梅艷芳 - 反覆的愛（曲、編） - 葉蒨文 - 遺忘了（曲、編） - 陳百強 - 水手物語（曲、编） - 鄺美雲 - 迷惘的愛（曲、編） - 徐小鳳 - 依然（曲、編） - 陳慧嫻 - 明早（曲、编） - 寶麗金群星 - 晚情（曲、編） - 夏韶聲 - 未來世界（曲、編） |

### 1988年
| | |
| - 李克勤 - 愛的過路人（曲、編） - 李克勤 - 若是有一日（曲、編） - 翁倩玉 - 信（曲、編） - 張國榮 - 濃情（曲、編） - 張學友 - 等你（曲、編）（國） - 张学友 - 長相依（曲、編） - 鍾鎮濤 - 兩點水（曲、編） - 黃凱芹 - 童話公主（曲、編） | - 黄宝欣 - 然後（曲、編） - 鄭少秋 - 誓不低頭（曲） - 鄺美雲 - 心聲（曲、編） - 鄺美雲 - 誰說（曲、編） - 羅嘉良 - 患難見真情（曲、編） - 葉蒨文 - 遺忘了（曲、編） |

### 1989年
| | |
| - 王菲 - 仍是舊句子（編） - 王菲 - 新生（曲、編） - 李克勤 - 浪漫長路（曲、編） - 李克勤 - 天涯小子（曲） - 張學友 - 迷失的方向（曲） - 張學友 - 鋼骨遮（曲） - 陳百強 - 誰是知己（曲、编） - 鍾鎮濤 - 總是一對（曲） - 夏韶聲 - 逍遙（曲、編） - 陳慧嫻 - 親吻（曲、編） | - 劉德華 - 世事多磨（曲） - 鄺美雲 - 心聲（曲） - 鄺美雲 - 還有明天（曲、編） - 關淑怡 - 暗戀（曲） - 甄楚倩 - 少女心（曲、編） - 譚耀文 - 我的綽號名陷阱（曲） - 譚耀文 - Jo Jo（曲、編） - 葉蒨文 - 海闊天空（曲） - 林姍姍 - 舊風褸（曲、編） |

### 1990年
| | |
| - 譚詠麟 - 誰可比親心（曲、編） - 王菲 - 鬥快說笑話（曲、編） - 王菲 - 激流（曲、編） - 關淑怡 - 當世界無玫瑰（曲、編） - 葉蒨文 - 我走我路（曲、編） | - 譚耀文、梅艷芳 - 他鄉寂寞人（曲、編） - 譚耀文 - 聖鬥士星矢（曲） - 譚耀文、湯美君 - 近鄉情更怯（曲、編） - 黃翊、王菲 - 遲到的愛（曲、編） |

### 1991年
| | |
| - 周慧敏 - 藍調怨曲（曲、編） - 葉蒨文 - 夢醒還是夢（曲、編） - 鄺美雲 - 蠻（曲、編） - 劉彩玉 - 薄情（曲、編） | - 袁鳳瑛 - 內疚（曲、編） - 溫碧霞 - 藍色的風（曲、編） - 李美鳳 - 醉吧！醉吧！（曲、編） - 徐小鳳 - 順乎自然（曲、編） |

### 1992年
| | |
| - 張學友、李克勤、草蜢、黎瑞恩、湯寶如、唐韋琪 - 未來的天才（曲） - 王靖雯 - 愛侶（曲） - 陳百強 - 離不開（曲、编） - 劉彩玉 - 相愛變了再相逢（曲、編） - 關淑怡 - 失意女奴（曲、編） - 黃翊 - 做個香港人（曲、編） - 陳慧嫻 - 你的夢、我的夢（曲、編） | - 葉蒨文 - 人間有情（曲、編） - 李家明 - 信是有緣（曲、編） - 李美鳳 - 每次愛過後（編） - 李美鳳 - 留戀（編） - 李美鳳 - 情深透（編） - 李美鳳 - 巴黎（編） - 譚耀文 - 亞當與夏娃（監） - 譚耀文 - 阿彌陀（監） |

### 1993年
|                                                   |  |
| - 韋綺姍 - 雲與海之間（曲） - 鄺美雲 - 真心（曲） |  |

### 1994年
| | |
| - 彭羚 - 有著你...... 多麼美（曲、編） - 張學友 - 將心比心（曲） - 郭富城 - 天知道我愛你（曲、編） - 劉雅麗 - 誰可伴我（曲） - 劉雅麗 - 友情永遠（曲） | - 劉雅麗 - 結伴行（曲） - 群星 - 他不是我（曲、編、監） - 陳松齡 - 你是我最傾心（編） - 王馨平 - 當戀愛掉進生命內（編） |

### 1995年
|                                                         |                           |
| - 林子祥 - 情深愛難了（曲） - 關淑怡 - 這是愛（曲、编） | - 黎瑞恩 - 母親（曲、編） |

### 1999年
|                                     |  |
| - 陳松伶 - 愛你不是渾閒事（曲、編） |  |

### 2005年
|                       |                                   |
| - 陳松伶 - 夢蝶（曲） | - 陳松伶 - 《驚艷一槍》插曲（曲） |

### 2007年
|                           |  |
| - 陳松伶 - 走出昨天（曲） |  |

### 2014年
|                         |  |
| - 群星 - 祝福香港（曲） |  |

## 註腳
1. ↑  主唱蘇芮，潘源良填詞及林敏怡作曲（金像獎得獎名單）

## 外部連結
- 個人網站 （页面存档备份，存于）
- 林敏怡在香港影庫上的簡介
- 香港康樂及文化事務署講座簡介